# Пол Алендър
Пол Алендър (на английски: Paul Allender) е китарист на британската метъл група „Cradle of Filth“.

## Биография
Роден е на 17 ноември 1980 г. Колчестър, Есекс. На 6-годишна възраст баща му го насочва към бойните изкуства. Алендър получава първата си китара от баща си, когато е на 14 години, но до 19-годишен свири спорадично, тъй като приоритет по това време за него са бойните изкуства.
Присъединява се към „Cradle of Filth“ през 1992 г. Остава в групата до 1996 г., когато напуска, за да се присъедини към групата „The Blood Divine“. През 1998 г. Алендър създава нова група, наречена „Primary Slave“. През 2000 г. се завръща в „Cradle of Filth“.